# Wróżba (film)
Wróżba (ros. Предсказание) – rosyjsko-francuski film fabularny z 1993 roku, w reżyserii Eldara Riazanowa.

## Fabuła
Film przedstawia historię niemłodego pisarza, któremu przypadkiem spotkana Cyganka wróży nietypowe spotkanie, wielką miłość i rychłą śmierć. Przepowiednie zaczynają się spełniać - pisarz spotyka samego siebie w młodości, doświadcza prawdziwego uczucia i czuje zbliżającą się śmierć.
Ekranizacja noweli Riazanowa, opublikowanej w 1992 w magazynie literackim "Junost". Powstał w okresie bardzo trudnym dla Riazanowa, po śmierci jego drugiej żony Niny. Reżyserowi rozczarowanemu chłodnym przyjęciem jego poprzedniego filmu udało się zaprosić do nowego filmu znaną w Rosji aktorkę francuską Irène Jacob.

## Obsada
- Oleg Basilaszwili jako Oleg Goriunow
- Irène Jacob jako Liuda (głos: Anna Kamienkowa)
- Andriej Sokołow jako Oleg Goriunow w młodości
- Aleksiej Żarkow jako Igor Popławski
- Roman Karcew jako patriota-antykomunista
- Irena Morozowa jako Cyganka na dworcu
- Irina Niekrasowa jako Cyganka na lotnisku
- Caroline Silhol jako Oksana
- Ramis Ibragimow
- Aleksandr Paszutin